# رابتور II
رابتور II (بالإنجليزية: Raptor II)‏ رابتور 2 هو سلاح بعيد المدى وعالي الدقة موجه الذي يمكن إطلاقه من مجموعة متنوعة من الطائرات لتحقيق دقة متناهية لتدمير أهداف ذات قيمة عالية.
على نمطية للنظام يضمن المرونة مهمة للحصول على أفضل بقاء الطائرات إطلاق وتدمير الهدف. ترقيات النظام المختلفة مثل تحسين نطاق المواجهة وطالب البديل أنواع جارية.

## ملامح النظام
- الدقة القصوى
- نمطية يسمح لمرونة مهمة
  - الرؤوس الحربية عيار ثقيل (600 كلغ)
  - تجزئة (مع القدرة على airburst)
- اختراق
- الاشتباك مع أهداف متعددة في وقت واحد
- مجموعة متنوعة:
  - GNSS / INS
  - LLTV
- آي آي آر (مع ATR)
- قدرات هجومية في جميع الأحوال الجوية
- سهولة التكامل مع طائرات الجيل السابق وطائرات الجيل الجديد
- تعزيز قوة ضد التشويش GNSS والخداع
- القدرة على إعادة برمجة في منتصف الرحلة للهدف